# Foodland
Foodland Super Market Ltd ist die erste und größte Supermarktkette von Hawaii. Sie betreibt 33 Filialen unter den Namen Foodland, Foodland Farms und Sack N Save  auf den vier Hauptinseln Oahu, Kauai, Maui und Hawaii des US-Bundesstaates. Foodland gehört zu den 25 größten hawaiianischen Unternehmen bezüglich der Mitarbeiterzahl.

## Geschichte
Die Geschichte des Unternehmens geht auf Maurice J. Sullivan (1909–1998), einen Einwanderer aus Irland, zurück. Er kam mit 17 Jahren in die USA und begann zunächst als Kartoffeleinsacker bei der A&P Tea Company in Pennsylvania. Innerhalb eines Jahres wurde er zum Filialleiter der Supermarktkette A&P in Buffalo, im US-Bundesstaat New York, befördert. Während des Zweiten Weltkriegs war er ab 1942 auf der Hickam Air Force Base auf Oahu stationiert und als Einkäufer für die Verpflegung zuständig. Nach Ende des Krieges ging er im Winter zunächst nach Buffalo zurück, nach einer Woche kehrte er jedoch aufgrund des kalten Wetters wieder um. Ab 1946 arbeitete er als Geschäftsführer in einem Lebensmittelladen in Kailua, den er als Verpflegungsbeauftragter der Armee kennengelernt hatte. Nach zwei Jahren überredete er die Inhaberin See Goo Lau, mit ihm einen modernen Supermarkt zu eröffnen.
Am 6. Mai 1948 wurde der erste Foodland Super Market am Kapiolani Boulevard Ecke Harding Avenue in Honolulu eingeweiht. Den Namen „Foodland“ hatte sich Laus Tochter Joanna, Sullivans spätere Ehefrau, ausgedacht. Der Erfolg war so groß, dass die Mitarbeiter kaum mit dem Auffüllen der Regale nachkamen. Anschließend wurde jedes Jahr eine weitere Filiale eröffnet. 1967 expandierte die Supermarktkette nach Kauai, 1970 nach Maui und 1971 nach Hawaii (Big Island). 1995 übernahm seine Tochter Jenni Sullivan Wall das Unternehmen als Corporate President, 1998 als CEO.

## Produkte
Neben den üblichen Lebensmitteln vertreibt das Unternehmen auch Backwaren, Weine, Geschenkartikel, Handtücher, Trinkgläser, T-Shirts, Briefmarken und in den Foodland Farms-Filialen Bioprodukte. sowie seit 2013 – in Kooperation mit Aloha Petroleum Ltd – an den Foodland Gas Stations auch Treibstoff.